# EGF様ドメイン
EGF様ドメイン（英: EGF-like domain）または単にEGFドメイン（英: EGF domain）とは進化的に保存されたタンパク質ドメインであり、その名称は最初に記載が行われたタンパク質である上皮成長因子（EGF）に由来する。30から40アミノ酸残基程度の長さであり、多数のタンパク質に存在し、その大部分は動物のタンパク質である。EGF様ドメインの大部分は膜結合タンパク質の細胞外ドメインまたは分泌されるタンパク質に存在しているが、その例外としてはシクロオキシゲナーゼが挙げられる。EGF様ドメインには6つのシステイン残基が含まれており、上皮成長因子では3つのジスルフィド結合を形成していることが示されている。ラミニンやインテグリンのものなど、4つのジスルフィド結合を持つEGF様ドメインの構造も解かれている。EGF様ドメインの主な構造は、2本のストランドからなるβシートからループが続き、さらにC末端側に短い2本のストランドが続く、というものである。これら2つのβシートは、N末端側のものがメジャーβシート、C末端側のものがマイナーβシートと呼ばれることもある。EGF様ドメインは、タンパク質内に多数のコピーがタンデムに並んだ形で存在していることが多い。通常こうしたリピートは共にフォールディングしてソレノイド型のドメインブロックを形成し、このブロックが機能的な単位となる。

## サブタイプ
EGF様ドメインは互いに類似しているものの、ドメインの明確なサブタイプの存在が同定されている。提唱されている2つの主要なサブタイプは、hEGFドメイン（human EGF-like）とcEGFドメイン（complement C1r-like）であり、cEGFドメインはヒト補体プロテアーゼC1rに最初に同定された。C1rは高度な特異性を持つセリンプロテアーゼであり、免疫応答時に補体系の活性化の古典的経路を開始する。hEGFドメインとcEGFドメインはどちらも3つのジスルフィド結合を含んでおり、4つのジスルフィド結合を持っていた共通祖先から進化の過程でそれぞれ1つが失われたものである。cEGFドメインはさらに2つのサブタイプ（1と2）に分類されるが、hEGFドメインはすべて1つのサブタイプに属する。
cEGFドメインとhEGFドメイン、そしてそれらのサブタイプは、構造的特徴とジスルフィド結合の連結パターンによって分類されている。cEGFドメインとhEGFドメインはマイナーβシートの形状と配向が異なり、C末端の半シスチンの位置も異なる。共通祖先から失われたシステイン残基はcEGFドメインとhEGFドメインとで異なり、そのため両ドメインではジスルフィド結合の連結パターンが異なる。cEGFのサブタイプ1と2は半シスチン間の残基数が異なり、両者の分化はおそらくhEGFと別れた後に生じたものである。N末端に位置するカルシウム結合モチーフはhEGFドメインとcEGFドメインの双方でみられ、そのため両者の区別には適していない。
hEGFドメインとcEGFドメインはどちらにも翻訳後修飾が存在するが、しばしば特殊な修飾が行われ、その修飾はhEGFドメインとcEGFドメインとの間でも異なる。こうした翻訳後修飾には、O-グリコシル化（大部分はO-フコース修飾）や、アスパラギン酸とアスパラギン残基のβ-ヒドロキシル化が含まれる。O-フコース修飾はhEGFドメインのみにみられ、hEGFドメインの適切なフォールディングに重要である。β-ヒドロキシル化はhEGFドメインとcEGFドメインの双方にみられ、前者ではアスパラギン酸残基がヒドロキシル化されるが、後者ではアスパラギン残基がヒドロキシル化される。この翻訳後修飾の生物学的役割は明確ではないが、β-ヒドロキシル化酵素のノックアウトマウスでは発生の欠陥がみられる。
EGFドメインを含むタンパク質は多岐にわたり、hEGFドメインまたはcEGFドメインのいずれかのみを含むものも、双方を含むものもある。NotchやDeltaなど分裂促進や発生に関わるタンパク質の多くでは、EGF様ドメインはhEGF型のみである。トロンボモジュリンやLDL受容体は、cEGFのみを含む。hEGFドメインとcEGFドメインの双方を含むタンパク質は、フィブリリンやLTBP1など、血液凝固に関与していたり、細胞外マトリックスの構成要素であったりする。上述した3つのジスルフィド結合を持つhEGF型とcEGF型に加えて、ラミニンやインテグリンのように4つのジスルフィド結合を持つEGF様ドメインも存在する。
EGF様ドメインの主要な2つのサブタイプであるhEGFとcEGFは構造やコンフォメーションが異なるだけでなく、機能も異なる。この仮説はLTBP1に関する研究によって裏付けられている。LTBP1はTGF-βを細胞外マトリックスへ固定する。hEGFドメインはLTBP1/TGF-βを細胞外マトリックスへ標的化する役割を持つ。細胞外マトリックスに接着するとTGF-βはhEGFから解離し、その後の活性化が可能となる。cEGFドメインは詳細は不明であるがこの活性化に何らかの役割を果たしており、さまざまなプロテアーゼによるLTBP1の切断を促進する。

## 免疫系とアポトーシスにおける役割
セレクチンは炎症部位への白血球のローリングに関与するタンパク質群であり、EGF様ドメインとレクチンドメイン、ショートコンセンサスリピート（SCR）を含んでいる。EGF様ドメインの機能はセレクチンのタイプによって異なる。L-セレクチン（リンパ球で発現している）のEGF様ドメインは最大の細胞接着能力を発揮するために必要な領域ではないが、P-セレクチン（血小板で発現している）のEGF様ドメインはリガンドの認識と接着に関与しており、タンパク質間相互作用にも関与している可能性がある。レクチンドメインと炭水化物リガンドとの相互作用に加えて、EGF様ドメインを介した相互作用もカルシウム依存的である可能性が示唆されている。
ヒトの未成熟の樹状細胞は、その成熟過程でセレクチンのEGF様ドメインとの相互作用が必要なようである。抗EGF様ドメイン抗体によってこの相互作用を遮断すると、樹状細胞の成熟が妨げられる。未成熟な細胞はT細胞を活性化することができず、野生型の樹状細胞よりもインターロイキン-12の産生量が少ない。
P-セレクチンやL-セレクチンのEGFドメインにN-グリコシル化部位を人為的に挿入することで、セレクチンとリガンドとの親和性が増大し、ローリングの速度が低下する。そのため、EGF様ドメインは炎症部位への白血球の移動に重要な役割を果たしているようである。
EGF様ドメインは、重要な細胞外タンパク質群であるラミニンの一部でもある。通常ラミニンのEGF様ドメインは膜によって覆い隠されているが、炎症時など膜が破壊された際には露出する。それによって膜の成長が促進され、損傷を受けた膜領域が修復される。
さらに、スタビリン2のEGF様ドメインリピートはアポトーシスを起こした細胞を特異的に認識して結合する。おそらくアポトーシスのマーカー（"eat me"シグナル）であるホスファチジルセリンを認識している。このEGF様ドメインリピートは、マクロファージによるアポトーシス細胞の認識を競合的に阻害する。

## カルシウムの結合
カルシウム結合性のEGF様ドメイン（cbEGFドメイン）はマルファン症候群や血友病Bなどの疾患に重大な影響を与えており、最も豊富に存在する細胞外カルシウム結合ドメインの1つである。重要なことに、cbEGFドメインは血液凝固カスケードのさまざまなタンパク質に特異的機能を付与している。そうした凝固因子の例としては、第VII因子、第IX因子、第X因子、プロテインC、そしてそのコファクターであるプロテインSが挙げられる。
cbEGFドメインは典型的には45アミノ酸からなり、2つの逆平行βシートからなる構造をとる。この配列内のいくつかのシステイン残基はジスルフィド結合を形成する。
cbEGFドメインと他のEGF様ドメインとの構造的差異は大きなものではないが、その名称が示す通り、cbEGFドメインは1つのカルシウムイオンを結合する。カルシウムに対する結合親和性には大きな差異が存在し、多くの場合隣接するドメインにも依存している。カルシウム結合のコンセンサスモチーフはAsp-Leu/Ile-Asp-Gln-Cysである。カルシウムの配位は特殊な翻訳後修飾との強い相関がみられる。アスパラギンまたはアスパラギン酸はβ-ヒドロキシル化され、エリスロ-β-ヒドロキシアスパラギン（Hyn）またはエリスロ-β-ヒドロキシアスパラギン酸（Hya）が生じる。Hyaは第IX因子、第X因子、プロテインCのN末端のcbEGFモジュールにみられる。Hyn修飾はHyaよりも広くみられるようであり、細胞外マトリックスタンパク質であるフィブリリン1に生じることが示されている。どちらの修飾もジオキシゲナーゼであるAsp/Asn-β-ヒドロキシラーゼによって触媒され、真核生物のEGFドメイン特有のものである。
cbEGFドメインにはさらなる翻訳後修飾も報告されている。第VII因子と第IX因子の最初の2つのシステインの間のセリン残基には、O-結合型二糖または三糖の形でグリコシル化が行われている可能性がある。第VII因子のSer60にはO-結合型フコースがみられる。
多くの場合、複数のcbEGFドメインは1つまたは2つのアミノ酸によって連結されてより大きなリピート配列を形成しており、こうしたドメインはcbEGFモジュールとも呼ばれることもある。血液凝固カスケードの因子では、第VII因子、第IX因子、第X因子、プロテインCは2つのタンデムなcbEGFモジュールを持つのに対し、プロテインSは4つのモジュールを持つ。フィブリリン1とフィブリリン2には43個ものモジュールが見つかっている。第VII因子、第IX因子、第X因子には、2つのcbEGFドメインのN末端側にγ-カルボキシグルタミン酸（Gla）を含むモジュール（Glaモジュール）が存在している。In vitroでの研究では、第X因子から単離されたGla-cbEGFタンデム断片とカルシウムとの結合のKdは0.1 mMであることが明らかにされており、それに対し血漿中の遊離カルシウム濃度は1.2 mMである。Glaモジュールが存在しない場合、cbEGFモジュールのカルシウムとのKdは2.2 mMとなる。そのため、Glaモジュールの存在はカルシウムに対する親和性を20倍高めていることになる。同様に、Glaモジュールとセリンプロテアーゼモジュールの活性もcbEGFモジュールの影響を受ける。カルシウムが存在しない場合、GlaモジュールとEGFモジュールはきわめて可動性が高い。しかし、cbEGFモジュールがカルシウムと結合すると、cbEGFモジュールは新たなコンフォメーションをとって隣接するGlaモジュールを特定の位置に固定するため、Glaモジュールの動きは大幅に制限される。このようにカルシウムの配位はコンフォメーション変化を誘導し、酵素活性を調節している可能性がある。
カルシウムの配位の欠陥は重大な疾患を引き起こす。第IX因子へのカルシウムの配位の欠陥は、血友病Bの発症に寄与する。この遺伝疾患の影響を受ける人は出血を起こしやすい傾向があり、その結果命に関わる状況が引き起こされる可能性がある。血友病Bの原因は第IX因子の活性の低下または欠乏である。カルシウムに対する親和性を低下させる第IX因子の点変異は、この出血性疾患に関係していると考えられている。分子的観点からは、血友病はGlaモジュールを効率的に局在させる能力の欠陥のために引き起こされる。完全に機能的な第IX因子では、Glaモジュールの局在はcbEGFモジュールにカルシウムが配位した後に起こる現象であるため、カルシウム配位の欠陥は第IX因子の生物学的機能を損なうと考えられている。同様の問題はGlu78Lys変異を持つ血友病患者でも見られる。1番目ののcEGFモジュールに位置するGlu78は2番目のcEGFモジュールに位置するArg94と接触し、それによって双方のモジュールは整列するため、この変異によって2つのcbEGFモジュール間の相互作用は妨げられる。このように、ドメイン間相互作用（部分的にはカルシウムの配位によって促進される）は血液凝固カスケードに関与するタンパク質の触媒活性に重要である。